# (143640) 2003 NR4
(143640) 2003 NR4 es un asteroide que forma parte del cinturón interior de asteroides más concretamente al grupo de Hungaria, descubierto el 5 de julio de 2003 por el equipo del Lincoln Near-Earth Asteroid Research desde el Laboratorio Lincoln, Socorro, Nuevo México, Estados Unidos.

## Designación y nombre
Designado provisionalmente como 2003 NR4. 

## Características orbitales
2003 NR4 está situado a una distancia media del Sol de 1,900 ua, pudiendo alejarse hasta 2,124 ua y acercarse hasta 1,676 ua. Su excentricidad es 0,118 y la inclinación orbital 20,162 grados. Emplea 956,60 días en completar una órbita alrededor del Sol.

## Características físicas
La magnitud absoluta de 2003 NR4 es 17,06. 